# Ad Sluijter
Ad Sluijter (ur. 29 listopada 1981) – holenderski muzyk, kompozytor i gitarzysta. Ad Sluijter znany jest przede wszystkim z występów w symfoniczno metalowej formacji Epica, której był członkiem w latach 2003-2008.
18 grudnia 2008 na oficjalnej stronie zespołu pojawiło się oświadczenie, iż Ad zerwał współpracę z zespołem Epica, co motywował brakiem czasu na prywatne życie i niemożnością rozwoju jako muzyk, z powodu rosnącego sukcesu Epiki. Muzyk współpracował ponadto z grupami Cassiopeia i Tremor.

## Dyskografia
- Epica - The Phantom Agony (2003, Transmission Records)
- Epica - Consign to Oblivion (2005, Transmission Records)
- Epica - The Score - An Epic Journey (2005, Transmission Records)
- Delain - Lucidity (2006, Roadrunner Records, gościnnie)
- Epica - The Divine Conspiracy (2007, Nuclear Blast)